# Dicranum humile
Dicranum humile är en bladmossart som först beskrevs av Montagne, och fick sitt nu gällande namn av C. Müller 1848. Dicranum humile ingår i släktet kvastmossor, och familjen Dicranaceae. Inga underarter finns listade i Catalogue of Life.